# Mapaiso de las Piedades
Mapaiso de las Piedades ist eine Ortschaft im Departamento Santa Cruz im Tiefland des südamerikanischen Anden-Staates Bolivien.

## Lage im Nahraum
Mapaiso de las Piedades war drittgrößte Ortschaft des Kanton Cotoca im Landkreis (bolivianisch: Municipio) Cotoca in der Provinz Andrés Ibáñez und liegt in einer Höhe von 383 m in nordöstlicher Richtung außerhalb der Stadtgrenze von Santa Cruz, der Hauptstadt des Departamentos. Mit Wirkung der Volkszählung von 2012 ist Mapaiso de las Piedades nicht mehr als eigenständige Ortschaft notiert, sondern jetzt entweder Ortsteil der Stadt Santa Cruz de la Sierra oder der Stadt Cotoca geworden.

## Geographie
Mapaiso de las Piedades liegt im bolivianischen Tiefland östlich der Anden-Gebirgskette der Cordillera Central. Die Region weist ein tropisches Klima mit ausgeglichenem Temperaturverlauf auf.
Die Jahresdurchschnittstemperatur der Region liegt bei 24 °C, die Monatsdurchschnittswerte schwanken nur unwesentlich zwischen 20 °C im Juli und 26 °C im Dezember (siehe Klimadiagramm Santa Cruz). Der Jahresniederschlag beträgt etwa 1000 mm, die Monatsniederschläge liegen zwischen unter 50 mm in den Monaten Juli und August und über 150 mm im Januar.

## Verkehrsnetz
Mapaiso de las Piedades liegt in einer Entfernung von sechzehn Straßenkilometern nordöstlich von Santa Cruz.
Vom Stadtzentrum von Santa Cruz aus führt die  „Av. Virgen de Cotoca“ dreizehn Kilometer in östlicher Richtung bis zur Stadtgrenze von Santa Cruz. Die Fernstraße Ruta 4 führt von hier aus weiter nach Osten über die Städte Cotoca, Puerto Pailas, Pailón, San José de Chiquitos und Roboré bis nach Puerto Suárez an der Grenze zu Brasilien.
An der Stadtgrenze von Santa Cruz zweigt eine unbefestigte Landstraße in nördlicher Richtung ab und erreicht nach weiteren drei Kilometern die Stadt Mapaiso de las Piedades.

## Bevölkerung
Die Einwohnerzahl des Ortes ist im letzten Jahrzehnt des vergangenen Jahrhunderts auf etwa das Dreifache angestiegen:
| Jahr | Einwohner | Quelle       |
| ---- | --------- | ------------ |
| 1992 | 575       | Volkszählung |
| 2001 | 1647      | Volkszählung |

Aufgrund der historisch gewachsenen Bevölkerungszuwanderung weist die Region einen gewissen Anteil an Quechua-Bevölkerung auf, im Municipio Cotoca sprechen 17,8 Prozent der Bevölkerung die Quechua-Sprache.